# Мінто (гора)
Мінто (англ. Mount Minto) — гора в Антарктиді, найвища вершина Адміралтейських гір, що розташовані у Трансантарктичних горах. Її висота становить 4165 м над рівнем моря.

## Географія
Гора Мінто розташована у Східній Антарктиді, в північно-східній області Землі Вікторії, в центральній частині Адміралтейських гір, які є складовою частиною Трансантарктичних гір. Вершина розташована за 1244,8 км на північ, від найближчої вищої гори Маркем (4350 м), та за 5 км на схід — південний-схід від гори Адам (4010 м).

## Відкриття та дослідження
Гора була відкрита у складі Адміралтейських гір в січня 1841 року англійською антарктичною експедицією капітана Джеймса Росса, який у 1839–1843 роках на кораблях «Еребус» та «Террор» зробив найбільше для того часу дослідження Антарктики. Росс назвав кілька високих вершин на честь морських лордів Адміралтейства Великої Британії, на службі у якому він перебував, в тому числі і найвищу вершину — на честь графа Гілберта Мінто, який згодом обійняв посаду Першого лорда Адміралтейства. Перше сходження на вершину було зроблено у 1988 році австралійською антарктичною експедицією на чолі із Грегом Мортімером.